# Antipathes columnaris
Antipathes columnaris är en korallart som beskrevs av Duchassaing 1870. Antipathes columnaris ingår i släktet Antipathes och familjen Antipathidae. Inga underarter finns listade i Catalogue of Life.